# Balcılı, Eynesil
Balcılı là một xã thuộc huyện Eynesil, tỉnh Giresun, Thổ Nhĩ Kỳ. Dân số thời điểm năm 2011 là 278 người.